# Europe des Douze

En bleu les États membres de l'Europe des Douze (entre 1986 et 1995).

Cet article court présente un sujet plus développé dans : Élargissement de l'Union européenne.

## Entre 1986 et 1995
Il s’agit de (par ordre d'entrée et par ordre alphabétique) : Allemagne de l’Ouest, Belgique, France, Italie, Luxembourg, Pays-Bas, Danemark, Irlande, Royaume-Uni, Grèce, Espagne et Portugal.